# Emilio Colombo

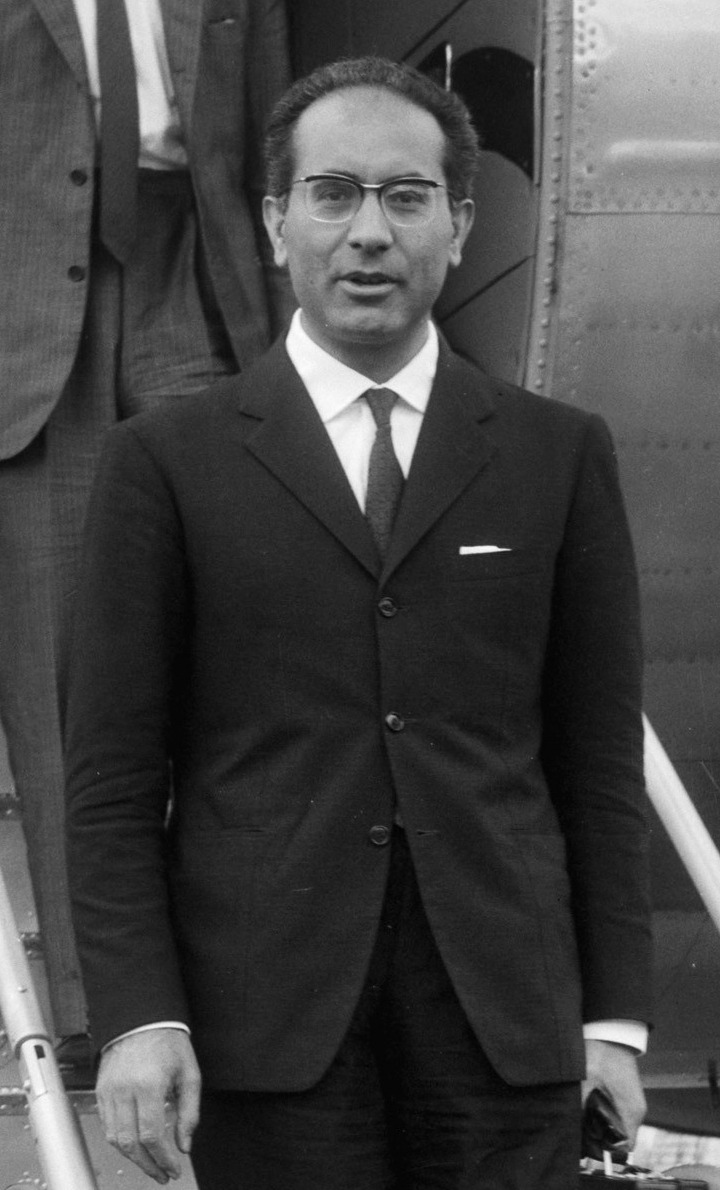
Emilio Colombo, 1966

Emilio Colombo (* 11. April 1920 in Potenza; † 24. Juni 2013 in Rom) war ein italienischer Politiker und Diplomat. Er war von 1970 bis 1972 italienischer Ministerpräsident.

## Leben
Emilio Colombo war ein Mitglied der Democrazia Cristiana. Seine politische Karriere begann 1946, als er der Verfassungsgebenden Versammlung angehörte. Ab 1948 war er Mitglied des Abgeordnetenkammer.
Von 1963 bis 1970 war Colombo dann Schatzminister, bevor er 1970 den Posten des Ministerpräsidenten übernahm. Von 1974 bis 1976 war er erneut Schatzminister.
Im Jahr 1977 wurde er zum Präsidenten des Europäischen Parlaments gewählt und übte dieses Amt bis 1979 aus. Colombo war zudem italienischer Außenminister von 1980 bis 1983 und 1992 bis 1993. 1993 wurde er Vorsitzender der Christdemokratischen Internationale.
Am 24. Juni 2013 starb Emilio Colombo im Alter von 93 Jahren in Rom.

## Ehrungen
1979 erhielt Colombo den Internationalen Karlspreis der Stadt Aachen. 2003 wurde er von Staatspräsident Carlo Azeglio Ciampi zum Senator auf Lebenszeit ernannt.